# Philippe Montandon
Philippe Montandon (Uster, 15 luglio 1982) è un ex calciatore svizzero, difensore.

## Palmarès

### Club

#### Competizioni nazionali
- Coppa Svizzera: 1

Wil: 2003-2004